# Les Alluets-le-Roi

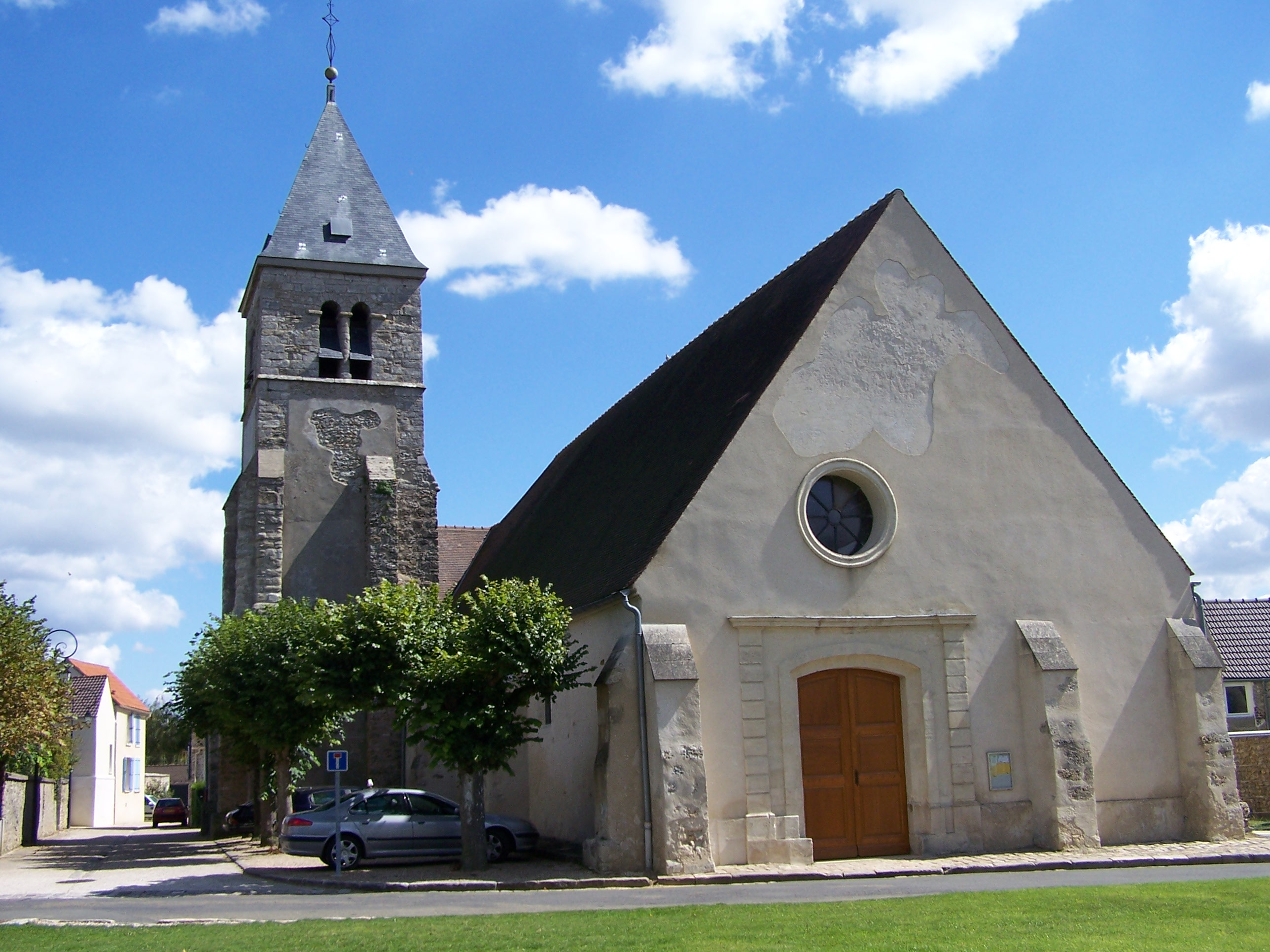
Nhà thờ Saint-Nicolas

Les Alluets-le-Roi là một xã thuộc tỉnh Yvelines, trong vùng Île-de-France, en Pháp, có cự ly khoảng 14 km về phía tây của Saint-Germain-en-Laye.

## Biến động dân số
| 1793 | 1800 | 1806 | 1821 | 1831 | 1836 | 1841 | 1846 | 1851 |
| ---- | ---- | ---- | ---- | ---- | ---- | ---- | ---- | ---- |
| 453  | 425  | 479  | 533  | 541  | 550  | 552  | 520  | 523  |

| 1856 | 1861 | 1866 | 1872 | 1876 | 1881 | 1886 | 1891 | 1896 |
| ---- | ---- | ---- | ---- | ---- | ---- | ---- | ---- | ---- |
| 475  | 441  | 453  | 442  | 448  | 447  | 468  | 470  | 434  |

| 1901 | 1906 | 1911 | 1921 | 1926 | 1931 | 1936 | 1946 | 1954 |
| ---- | ---- | ---- | ---- | ---- | ---- | ---- | ---- | ---- |
| 383  | 395  | 381  | 347  | 393  | 370  | 379  | 319  | 396  |

| 1962                                         | 1968 | 1975 | 1982 | 1990  | 1999  | - | - | - |
| -------------------------------------------- | ---- | ---- | ---- | ----- | ----- | - | - | - |
| 393                                          | 483  | 632  | 826  | 1 062 | 1 270 | - | - | - |
| Số liệu kể từ 1962 : dân số không tính trùng |      |      |      |       |       |   |   |   |

## Hành chính
| Danh sách các thị trưởng               |           |                |      |         |
| Giai đoạn                              | Giai đoạn | Tên            | Đảng | Tư cách |
| tháng 3 năm 2001                       | 2008      | René Gaillard  |      |         |
| mars 2008                              | 2014      | Daniel Gorbaty |      |         |
| Tất cả các dữ liệu trước đây không rõ. |           |                |      |         |